# Жеребин, Алексей Иосифович
Алексе́й Ио́сифович Жеребин (род. 11 ноября 1950, Ленинград) — советский и российский литературовед-германист, доктор филологических наук, профессор.

## Биография
Родился 11 ноября 1950 года в Ленинграде. В 1968 г. окончил школу № 127 г. Ленинграда.
В 1973 году окончил филологический факультет ЛГУ им. А.А. Жданова. Защитил диссертацию на соискание ученой степени кандидата филологических наук, тема: «Идейная и творческая эволюция Кр. М. Виланда» (1984 г., научный руководитель — доцент Н. А. Жирмунская). В 2006 году защитил докторскую диссертацию «Философская проза Австрии в русской перспективе (эпоха модернизма)».
С 1991 года преподает на кафедре зарубежной литературы РГПУ им. А. И. Герцена. С 2008 года — профессор кафедры, а с 2010 по настоящее время — заведующий кафедрой.

## Научная работа
Автор более 200 научных и научно-методических работ на русском и немецком языках по немецкой литературе XVIII века, немецкой и австрийской литературе конца XIX — начала XX вв., переводоведению (монографии, статьи в ведущих рецензируемых российских и зарубежных научных журналах, рецензии, учебные пособия).
Член Президиума Российского союза германистов; член-корреспондент (Mercator-Fellow) Международного научно-исследовательского проекта «Культурный трансфер и национальная идентичность», профессор-консультант «Всероссийской аспирантской школы» при Германской службе академических обменов (Москва).
Входит в состав редакционных советов ряда научных изданий в России и за рубежом: член редколлегии журналов «Известия РАН. Серия литературы и языка», «Das Wort», «Научное мнение» и Университетского научного журнала (Humanities and Science University Journal); член редколлегии ежегодника «Русская германистика».
Член экспертного совета ВАК Минобрнауки РФ по филологии и искусствоведению. Член диссертационных советов Д 212.232.26 по защите докторских и кандидатских диссертаций при Санкт-Петербургском государственном университете, Д 212.199.13 по защите кандидатских и докторских диссертаций при Российском государственном педагогическом университете им. А. И. Герцена.

## Основные работы
- Абсолютная реальность. «Молодая Вена» и русская литература. М.: Языки славянской культуры, 2009. — 155 с.
- Вертикальная линия. Венский модерн в смысловом пространстве русской культуры (изд. 2., дополненное и расширенное). СПб.: Изд-во имени Н. И. Новикова, 2011. — 533 с.
- От Виланда до Кафки. Очерки по истории немецкой литературы. СПб.: Изд-во им. Н. И. Новикова, 2012. — 474 с.
- Das «Junge Wien» und die russische Literatur. Wien: Praesens-Verlag, 2013. — 183 с.

Переводы
- Шамма Шахадат. Искусство жизни. Жизнь как предмет эстетического отношения в русской культуре XVI—XX веков / Перевод с нем. А. И. Жеребина. — М.: Новое литературное обозрение, 2017. — 432 с.